# Магера Микола Никанорович
Микола Никанорович Магера (1 вересня 1922, с. Могилівка — 12 червня 2008, Хмельницький) — український письменник і педагог. Ветеран німецько-радянської війни, безпартійний.
Вищу освіту здобув на філологічному факультеті  Київського державного університету ім. Т. Г. Шевченка (1951). Працював учителем української мови та літератури, директором Віньковецької середньої школи робітничої молоді, завідувачем кабінетом Хмельницького обласного інституту удосконалення учителів, інспектором шкіл обласного відділу народної освіти, викладачем у Хмельницькому педагогічному коледжі.

## Творчість
В 1989 р. вийшла в світ повість М. Магери «Кам'янецькими стежками», в якій оповідається про прибуття Тараса Шевченка до Кам'янця-Подільського. В повісті митець проявив себе як майстер пейзажу.
Значною мірою творчість Миколи Магери була стосувалася дитячої літератури. Ось деякі з його творів:
- «Пастушки»;
- «Друзі»;
- «Зелені паляниці», до якої увійшли новели, оповідання, казки;
- Повість «З давніх літ»;
- Казка «Хоробрі з Найхоробріших»;
- "Мати";
- "Журавка";
- "Чубчик";
- "Юрасик";
- "Добра дівчинка".

В 2003 р. Микола Магера випустив книжку «Безсмертний корінь», присвячений 600-літній річниці свого рідного міста Дунаївці. В казці «Квітка папороті» (2006 р.), письменник через художній прийом (використання сну) розкриває жахіття тоталітарної системи.
Миколою Магерою написані також і драматичні твори, що увійшли у збірку «Їх щастя попереду». Автор також написав повість «Мій Т. Г. Шевченко» та «Пісня про кохання».
У своїй творчості письменник вертається до спогадів про війну, до образу Великого Кобзаря, оспівує рідну природу, дружбу між друзями дитинства, про минуле й майбутнє рідної Батьківщини. Микола Никанорович у своїх поезіях неодноразово нагадує читачам, щоб шанували рідну мову.
Творчості письменника властиве жанрове розмаїття: повість, оповідання, новела, етюд, казка.

## Відзнаки
Микола Магера почесний громадянин міста Дунаївці, лауреат Хмельницької обласної премії імені Т. Г. Шевченка, премій імені Мелетія Смотрицького, Богдана Хмельницького.